# Tonno del Chianti
Tonno del Chianti (italienisch für „Thunfisch aus dem Chianti“) ist eine traditionelle Spezialität der Chianti-Region, die heute aber nur noch selten hergestellt wird. Dafür werden 40 bis 50 kg schwere Spanferkel (toskanisch „lattonzoli“) geschlachtet. Die entbeinten Schweinekeulen werden gesalzen und in Weißwein gekocht. Anschließend wird das Fleisch entfettet und in Olivenöl eingelegt, wodurch es einen an Thunfisch erinnernden Geschmack erhält.

## Ursprung
Der Tonno del Chianti hat seinen Ursprung in der früheren Schwierigkeit, Fleisch ausreichend haltbar zu machen, und in der Tatsache, dass die Toskaner früher keinen Thunfischfang betrieben.
Hatten die Bauern überzählige Jungtiere, so wurden diese traditionell im Juni und Juli geschlachtet. Aufgrund der großen Hitze in dieser Zeit war ein Einsalzen nicht möglich, moderne Kühlmethoden fehlten. Die oben beschriebene Methode des Kochens und Einlegens bot daher eine geeignete Möglichkeit, das Fleisch haltbar zu machen. Zudem diente es als schmackhafter Ersatz für Thunfisch.

## Tonno del Chianti heute
Moderne Transport- und Konservierungsmethoden haben dazu geführt, dass die Herstellung von Tonno del Chianti seit vielen Jahren praktisch zum Erliegen gekommen ist. Schlachtfleisch kann durch Kühlung haltbar gemacht werden, Thunfisch ist in Konservendosen, aber auch als gekühlte Frischware leicht erhältlich. Inzwischen (2007) gibt es wieder eine Metzgerei in Panzano in Chianti, die Tonno del Chianti herstellt.